# Cupa Laver 2018
Cupa Laver 2018 a fost a doua ediție a Cupei Laver, turneul de tenis masculin între echipe din Europa și restul lumii. S-a jucat pe terenuri cu suprafață dură, în interior, la United Center din Chicago, Statele Unite, în perioada 21–23 septembrie 
Echipa Europa și-a apărat cu succes titlul pentru al doilea an consecutiv, câștigând turneul cu 13–8.

## Participanți
| Echipa Europa                | Echipa Europa |
| ---------------------------- | ------------- |
| Căpitan: Björn Borg          |               |
| Vice-căpitan: Thomas Enqvist |               |
| Jucător                      | Poz           |
| Roger Federer                | 2             |
| Novak Djokovic               | 3             |
| Alexander Zverev             | 5             |
| Grigor Dimitrov              | 7             |
| David Goffin                 | 11            |
| Kyle Edmund                  | 16            |
| Jérémy Chardy (Rez.)         | 41            |

| Echipa Lume                   | Echipa Lume |
| ----------------------------- | ----------- |
| Căpitan: John McEnroe         |             |
| Vice-căpitan: Patrick McEnroe |             |
| Jucător                       | Poz         |
| Juan Martín del Potro         | 4           |
| Kevin Anderson                | 9           |
| John Isner                    | 10          |
| Diego Schwartzman             | 14          |
| Jack Sock                     | 17          |
| Nick Kyrgios                  | 27          |
| Frances Tiafoe                | 40          |
| Nicolás Jarry (Rez.)          | 46          |

|  | S-a retras |
|  | A înlocuit |

- Clasament simplu masculin la 17 septembrie 2018
- Rez = Rezervă

## Rezultate
| Dată               | Probă  | Europa                         | Scor               | Restul Lumii             | Puncte |
| ------------------ | ------ | ------------------------------ | ------------------ | ------------------------ | ------ |
| 21 septembrie 2018 | simplu | Grigor Dimitrov                | 6-1, 6-4           | Frances Tiafoe           | 1-0    |
| 21 septembrie 2018 | simplu | Kyle Edmund                    | 6-4, 5-7, [10-6]   | Jack Sock                | 2-0    |
| 21 septembrie 2018 | simplu | David Goffin                   | 6-4, 4-6, [11-9]   | Diego Schwartzman        | 3-0    |
| 21 septembrie 2018 | dublu  | Novak Djokovic Roger Federer   | 7-65, 3-6, [6-10]  | Kevin Anderson Jack Sock | 3-1    |
| 22 septembrie 2018 | simplu | Alexander Zverev               | 3-6, 7-66, [10-7]  | John Isner               | 5-1    |
| 22 septembrie 2018 | simplu | Roger Federer                  | 6-3, 6-2           | Nick Kyrgios             | 7-1    |
| 22 septembrie 2018 | simplu | Novak Djokovic                 | 65-7, 7-5, [6-10]  | Kevin Anderson           | 7-3    |
| 22 septembrie 2018 | dublu  | Grigor Dimitrov David Goffin   | 3-6, 4-6           | Jack Sock Nick Kyrgios   | 7-5    |
| 23 septembrie 2018 | dublu  | Roger Federer Alexander Zverev | 6-4, 62-7, [9-11]  | John Isner Jack Sock     | 7-8    |
| 23 septembrie 2018 | simplu | Roger Federer                  | 65-7, 7-66, [10-7] | John Isner               | 10-8   |
| 23 septembrie 2018 | simplu | Alexander Zverev               | 63-7, 7-5, [10-7]  | Kevin Anderson           | 13-8   |
| 23 septembrie 2018 | simplu | Novak Djokovic                 | N/A                | Nick Kyrgios             | -      |